# 花园城 (阿拉巴马州)
花园城（英文：Garden City），是美国阿拉巴马州下属的一座城市。面积约为3.01平方英里（约合7.79平方公里）。根据2010年美国人口普查，该市有人口492人，人口密度为163.51/平方英里（约合63.16/平方公里）。